# François de Callières
Pour les articles homonymes, voir de Callières.
François de Callières, ou Caillières, sieur de Rochelay et de Gigny, né le 14 mai 1645 à Torigni-sur-Vire et mort le 4 mars 1717 à Paris, est un diplomate et homme de lettres français. Son principal ouvrage, De la manière de négocier avec les souverains, est devenu au XXe siècle un classique international de la négociation, passant ainsi de la sphère de la diplomatie à celle du management.

## Sa vie et son œuvre
Frère d'Hector de Callières et fils de Jacques de Callières, gouverneur de Cherbourg et lui-même auteur de La Fortune des gens de qualité et des gentilshommes particuliers, enseignant l'art de vivre à la cour suivant les maximes de la politique et de la morale, François de Callières est chargé à l'âge de 22 ans d'une première mission diplomatique visant à établir le duc de Longueville sur le trône de Pologne. Mais ce dernier est tué en 1672 en passant le Rhin. François de Callières mène ensuite plusieurs autres missions pour le compte de souverains européens. Il écrit des nouvelles et fait paraître en 1688 un ouvrage sur la querelle des Anciens et des Modernes. La même année, un panégyrique du roi lui vaut d'être admis à l'Académie française. Suivent deux autres ouvrages sur les « bons mots » et le « bon usage », dont le second connaîtra un certain succès. En 1697 a lieu la mission la plus importante de sa carrière : avec Louis de Verjus et Nicolas Auguste de Harlay-Bonneuil, François de Callières est l'un des trois plénipotentiaires de Louis XIV qui signent le Traité de Ryswick. De retour en France, il est nommé secrétaire du cabinet du roi. Il fréquente Saint-Simon, qui l'évoque dans ses Mémoires et admire ses talents. À la mort de Louis XIV, il rédige à l'intention du Régent une longue lettre sur l'importance de la négociation qui, publiée en 1716, deviendra De la manière de négocier avec les souverains :

« Tout Prince Chrétien doit avoir pour maxime principale de n'employer les armes pour soutenir et faire valoir ses droits, qu'après avoir tenté et épuisé celle de la raison et de la persuasion, et il est de son intérêt d'y joindre encore celle des biens-faits qui est le plus sûr de tous les moyens pour affermir et pour augmenter sa puissance ; mais il faut qu'il se serve de bons ouvriers qui sachent les mettre en œuvre pour lui gagner les cœurs et les volontez des hommes, et c'est en cela principalement que consiste la science de la négociation. »

Juste avant sa mort en 1717, François de Callières écrit De la science du monde et des connaissance utiles à la conduite de la vie en complément à De la manière de négocier avec les souverains. Très tôt traduit en anglais, ce dernier ouvrage a été particulièrement prisé dans le monde anglo-saxon, entre autres par Thomas Jefferson et Harold Nicolson. John Kenneth Galbraith déclarait quant à lui que tout ce qui avait besoin d'être dit sur la négociation avait été dit dans ce livre.
Resté célibataire, et bien qu’il ait eu des vues sur Mlle de Comminges, dame pourtant d’un certain âge qui partageait avec lui une dévotion pour le bien public, il légua la majeure partie de ses biens aux pauvres de Paris. Les murs de sa résidence parisienne de la rue Saint-Augustin, étaient couverts de toiles flamandes, allemandes et italiennes, ce qui en faisait un modèle avisé dans l’art.

## Iconographie
Un portrait, en buste, de François de Caillières a été peint par Hyacinthe Rigaud en 1700 contre 140 livres. À cette date, il vient justement d'être nommé secrétaire principal (ou « plume du Roy ») en remplacement de Michel Rose décédé. Saint-Simon, qui admirait Callières, décrit le poste comme celui d’un habile faussaire, chargé de contrefaire au besoin l’écriture du roi.

## Principaux ouvrages
- La Logique des amans, ou l'Amour logicien (1668).
- Nouvelles amoureuses et galantes (attribué à François de Callières, 1678).
- Histoire poétique de la guerre nouvellement déclarée entre les Anciens et les Modernes (1688). Réédition : Slatkine, Genève, 1971.
- Des mots à la mode et des nouvelles façons de parler, avec des observations sur diverses manières d'agir et de s'exprimer, et un discours en vers sur les mêmes matières (1692). Réédition : Slatkine, Genève, 1972.
- Des bons mots, des bons contes de leur usage, de la raillerie des anciens, de la raillerie et des railleurs de notre temps (1692) Réédition : Slatkine, Genève, 1971.
- Du bon et du mauvais usage dans les manières de s'exprimer, des façons de parler bourgeoises, et en quoy elles sont différentes de celle de la Cour (1693).
- De la manière de négocier avec les souverains, de l'utilité des négociations, du choix des ambassadeurs et des envoyez, et des qualitez nécessaires pour reüssir dans ces employs (1716). Réédition : Nouveau monde éditions, Paris, 2006. Texte en ligne :
- De la science du monde et des connaissances utiles à la conduite de la vie (1717).